# 언양현 호적대장
언양현 호적대장(彦陽縣 戶籍臺帳)은 울산광역시 남구, 울산박물관에 있는 조선시대의 언양현의 호적대장이다. 1997년 10월 9일 울산광역시의 유형문화재 제9호로 지정되었다.

## 개요
호적대장은 조선시대에 백성들에게 세금을 매기거나 나라에서 필요한 노동력을 얻기 위해 작성한 호구조사 기록문서이다. 호적대장의 작성은 3년마다 만들었으며, 각 읍·면에서 감독관이 각 집안별로 호구단자(실태조사기록) 2부를 만들어 군현에 보내졌다. 군 현에서는 호구단자를 호적과 비교한 후 1부는 호주에게 교부하고 1부는 호적작성의 자료로 삼았다. 또한 군현에서는 호적을 3부로 만들어 1부는 군현에, 1부는 감영에, 1부는 호조에서 관리하여 세금을 매기는 자료로 활용했다. 
호적대장에는 각 집의 호주·부·조·증조·외조의 신분 직역이 기재되어 있어 한 읍 내지는 면의 주민상을 살펴주는 유일한 자료이다. 그러므로 호적대장은 읍의 촌락구조, 주민상을 구체적으로 파악할 수 있는 점에서 사료적 가치가 한층 높다. 
언양현 호적대장은 조선시대 호적대장의 일반적 양식을 보이며, 숙종 37년(1711년)에서 철종12년(1861년)까지 9책이 있다. 150년간 현 내의 마을이름이나 지역사회 변화상을 알 수 있어 조선시대사 연구자료로서 가치가 매우 높다. 현재 울산박물관에서 보관하고 있다.

## 참고 자료
- 언양현 호적대장 - 국가유산청 국가유산포털